# 地獄のオルフェ

1878年のポスター

『地獄のオルフェ』（Orphée aux Enfers）は、1858年10月21日にブフ・パリジャン座で初演された、ジャック・オッフェンバック作曲による全2幕4場のオペレッタ（またはオペラ・ブッフ）である。第2版は全4幕12場の「夢幻オペラ」（Opéra féerie）に拡大されて1874年2月7日に上演された。初演から1859年6月まで連続228回公演を記録したオッフェンバックの最初の大きな成功作にして代表作である。オリジナルはフランス語だが、他のオッフェンバック作品の例にもれずドイツ語上演も多い。
1914年の帝劇初演時の邦題『天国と地獄』でも呼ばれ、特にカール・ビンダー が劇中の曲を編曲して作成した序曲の第3部がその名で知られる。

## 経緯

### ブフ・パリジャン座の結成

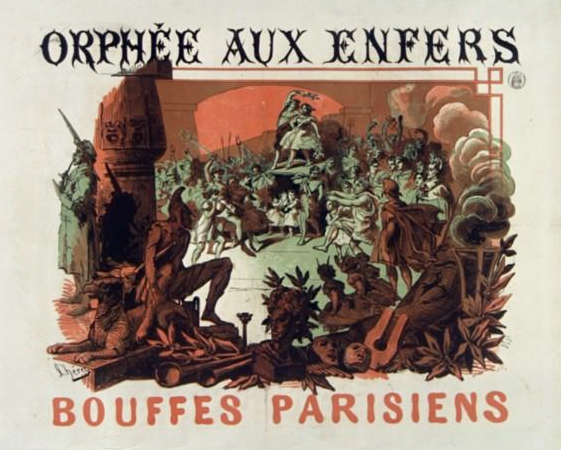
1867年のリバイバル版のビラ

1855年7月5日、オッフェンバックは当時パリのシャンゼリゼ通りのマリニー地区にあった見世物小屋ラカーズを買い取り、「ブフ・パリジャン座」と名を変え、おもに1幕物のコメディーを上演する劇場としてオープンさせた。この劇場のオープンこそオッフェンバックにとってその後の成功の足がかりとなる。この劇場のオープンの日にさっそくヒット作が生まれる。それは『二人の盲人』である。この作品は二人の盲人を装った乞食が主役の滑稽な物語で、特に劇中2人が歌うボレロが人気を呼んだ。この作品の評判はテュイルリー宮殿にまで影響を及ぼし、オッフェンバックは皇帝ナポレオン3世との謁見を実現させただけでなく、のちにパトロンの一人となる皇帝の異父弟シャルル・ド・モルニーの知遇を得ることともなった。
ブフ・パリジャン座は『二人の盲人』の成功と同年に行なわれたパリ万国博覧会の影響もあって大勢の観客がやってきたが、劇場自体が小さく手狭だったため移転をすることになった。同年12月29日にオッフェンバックはマリニー地区にあった劇場をモンシニー通りに移す。以後現代に至るまで、ブフ・パリジャン座はこの場所に残ることとなる。

### 劇場の経営規則との戦い

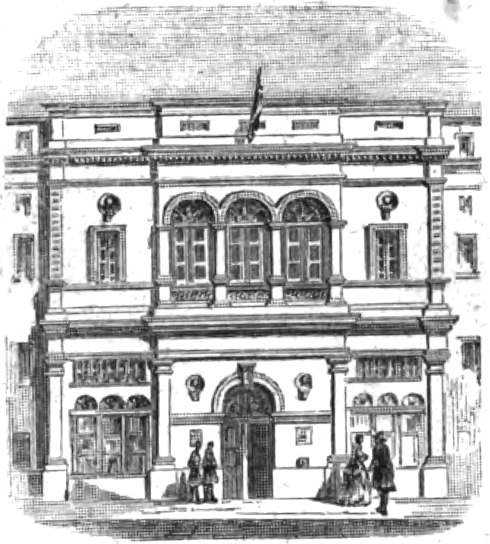
初演会場のブフ・パリジャン座（1867年の絵画）

こうして順調に劇場経営のスタートを切ったかに見えたオッフェンバックだったが、彼には宿命とも言える問題がこの頃から発生する。それは金銭問題である。彼の目立ちたがり屋で派手好きな性格が、金に糸目をつけずに舞台を作るという経営方針を生んでいた。しかしこの方法だと、ブフ・パリジャン座のような出来て間もない新しい劇場では慢性的な赤字を呼ぶこととなり、それまでのような一幕物だけでは限界が来ていた。そこでオッフェンバックは、もっと手っ取り早く稼ぐ方法として、1幕以上の規模の大きな形態での作品の上演を目指そうとした。しかし当時、劇場や出版物の検閲を担当していたフランス内務省の劇場経営規則が障害となる。1855年6月4日に決められたこの規則によると、ブフ・パリジャン座のレパートリーは、パントマイム（登場人物5人）、1場からなる舞台（台詞を言う俳優は4 - 5人のみ）、ダンスショー（ダンサーは6人まで）と限定されていた。また内務省の許可なくコーラスを入れることは禁じられていた。
当初この規則に従ったオッフェンバックだったが、1857年2月12日初演の1幕物『クロックフェール、最後の遍歴騎士』という作品で、この規則を逆手に取る。それは作品の登場人物の一人を「舌を切り取られて口がきけない騎士」という設定にして、台詞の代わりにプラカードを持たせたのである。台詞を言わなければ4 - 5人までにカウントされないので、6人の人物が舞台に登場することができたのである。さらにオッフェンバックは、親しくしていたモルニー公の助力を受けてこの規則の撤廃を働きかけ、ついに登場人物数、コーラスともに制限無しという条件を獲得することに成功した。1858年3月3日初演の『市場の女達』で大人数のコーラスを初めて導入した。

### 『地獄のオルフェ』誕生

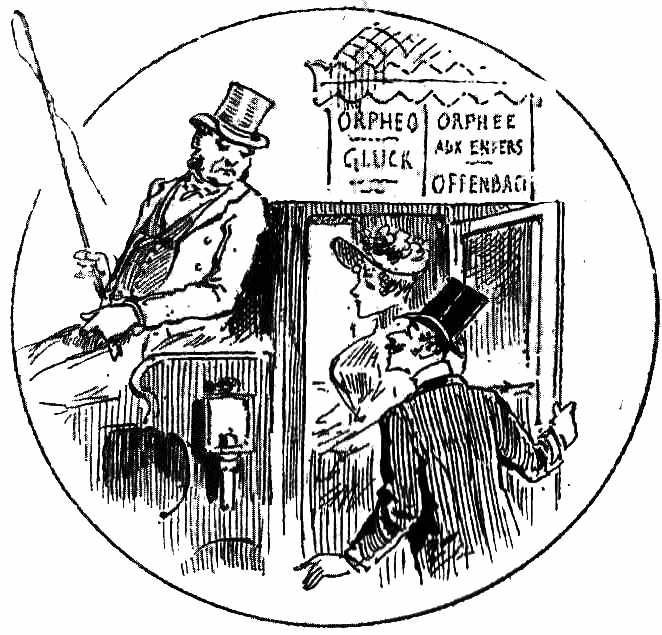
フランスの雑誌の漫画（1889年）「グルックのオルフェとオッフェンバックのオルフェはどちらのほうが面白いか？」

劇場規則から自由になったオッフェンバックだったが、劇場の赤字が解消されることはなかった。赤字解消にはヒット作がますます必要となっていった。そこで彼は、当時リヴァイヴァル・ブームが起きていたグルックの『オルフェオとエウリディーチェ』（ギリシア神話のオルペウスの悲劇）のパロディをテーマに、初めての長編作品を作曲することにした。劇中のカドリーユは、友人であるイザーク・ストロースが作曲した。エクトル・クレミューとリュドヴィク・アレヴィの台本は、グルックの作品に第二帝政期のフランス社会が抱えていた偽善性や矛盾の風刺をすることで当時の世相を取り入れ、本来は死んだ妻を愛するあまり地獄に赴くという感動的な夫婦の物語を、互いに愛人を作り、決して愛し合っているわけではないのに体面だけを気にして仕方がなく妻を取り戻しにいく、という偽善に満ちた夫婦の滑稽さを風刺した作品を生み出した。こうして作品は完成し、1858年10月21日初演を迎え、大成功を収めた。翌日付の『フィガロ』紙はこの成功を以下のように評した。

前代未聞
素晴らしい
見事としか言いようがない
あかぬけていて
聴衆を魅了してやまず
気が利いていて
とにかく楽しい
大成功だ
非のうちどころない
心地よく響くメロディ

### オルフェ論争

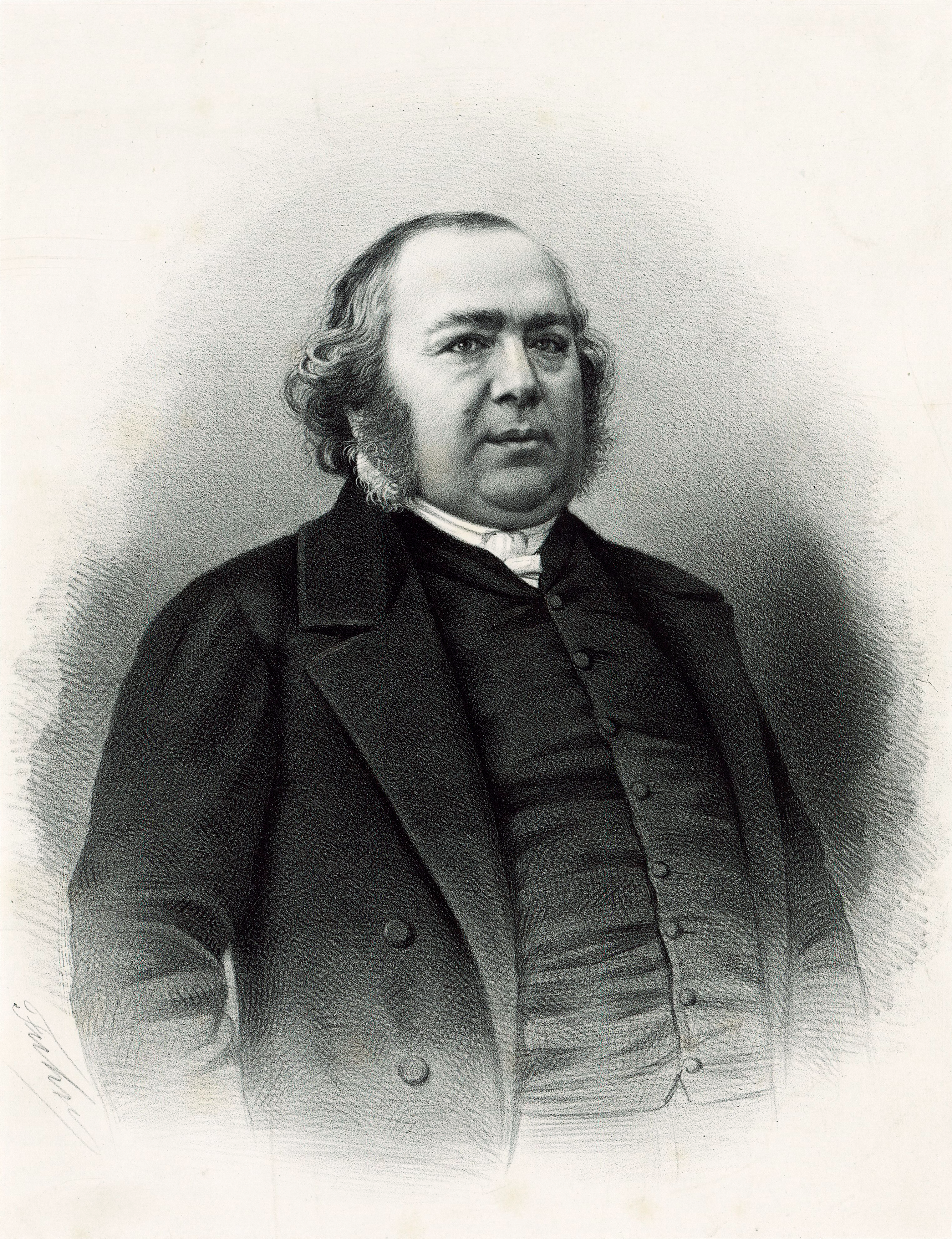
ジュール・ジャナン

こうして成功をおさめたオッフェンバックだったが、作家フローベールや批評家ジュール・ジャナンのように作品を非難する人々もいた。特にジャナンは、特に劇中の登場人物「世論」の大仰な物言いがいわゆる知識人への当てこすりであると受け止め、痛烈に作品を非難した。これに対して、作品の脚本家クレミューが『フィガロ』に反論を載せたため、論争に発展した。このいわゆる「オルフェ論争」は、パリ中にセンセーションを巻き起こし、話題の作品を観ようと多くの人々が劇場にやってきた。結果として、論争はオッフェンバックと作品の名声を高めることとなった。

### 第2版（1874年改訂稿）

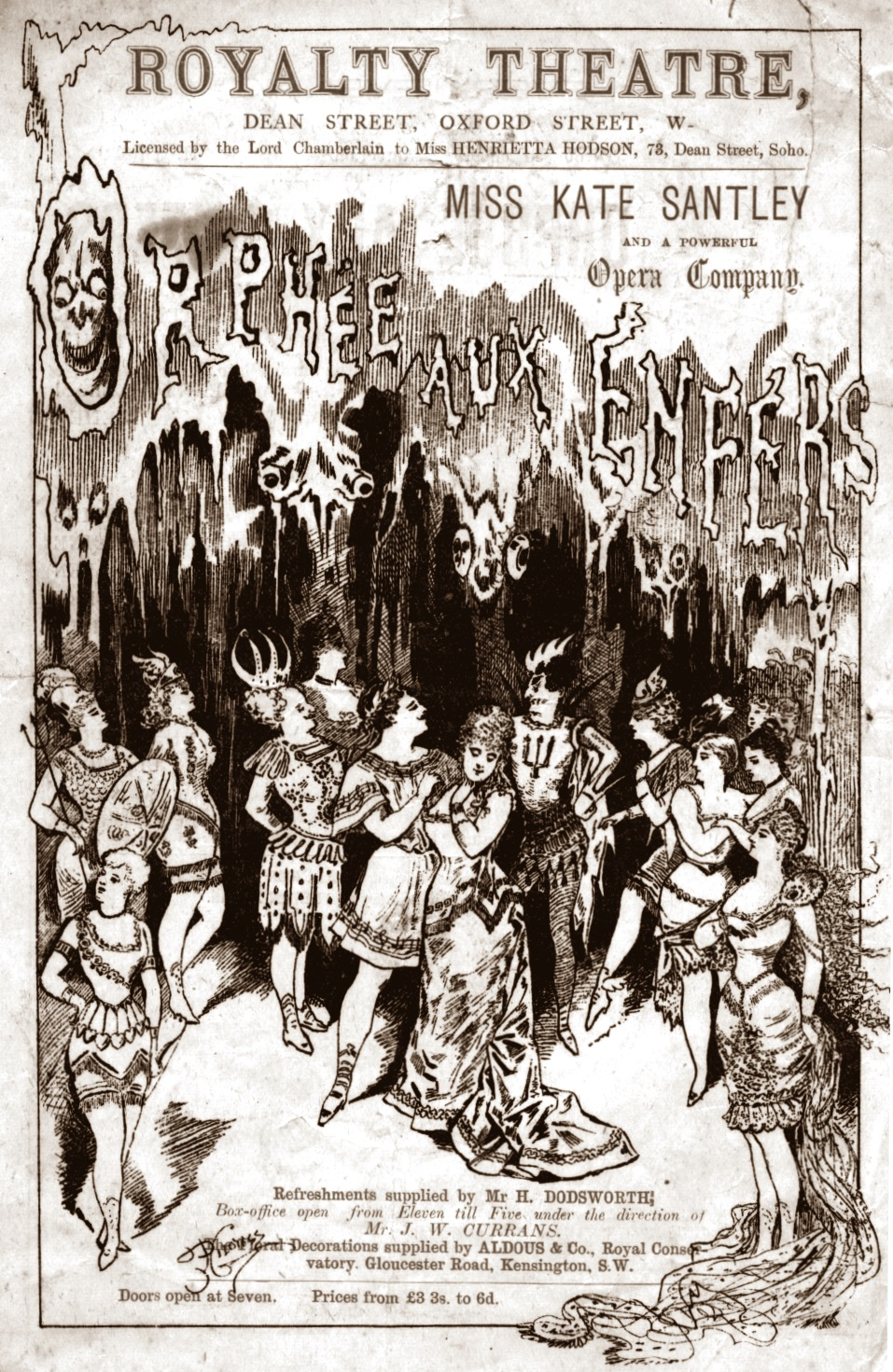
1876年のロンドン公演のためのプログラム。タイトルはフランス語、歌詞は英語で書かれている。

1860年代には世界中で好評を得たこともあり、オッフェンバックは1874年2月7日（初演）で大規模な改訂を実施した。オリジナルはブフ・パリジャン座という小劇場向けの2幕構成のオペラ・ブッフ版だったが、4幕12場にまで拡大され「夢幻オペラ」（オペラ・フェリ、Opéra féerie）と銘打たれた。これは2,000人規模のゲテ・リリック座での大規模な上演のために改訂された。上演の際には、歌手たちのほかに120人の合唱、60人の楽団員、68人のダンサーなどが舞台に立ち、グランド・オペラ並みに大掛かりになった。大きな変更点は、新しい序曲（オルフェのプロムナード）、数人の新たな登場人物と2つのバレエ、幾つかの新しい声楽ナンバー（3幕のメルキュールのサルタレロ「さあ!メルキュール様の出番だよ」と警官たちの合唱「鼻を利かせて、目もこらし」を含む）を導入した。第2版では、それぞれの幕のクライマックスで、羊飼い、警察官、子供、神々、虫といった登場人物がたくさんが現れて、彼らによるバレエと合唱が場を盛り上げている。あまりにも豪華な演出が必要なため実際にはあまり上演されないが、現代の上演ではこの版から幾つかのナンバーが引用されることもある。

### 日本初演
日本では、1914年（大正3年）に帝劇<10月1日 - 10月27日・帝劇洋劇部（小林愛雄訳・ローシー指導）>で初演されて以来『天国と地獄』の名で知られる。

2000年にはバーデン市立歌劇場来日によるドイツ語版が上演された。フランス語初演（セリフのみ日本語）は2004年に東京オペラ・プロデュースによって行なわれている。

## 作品と台本

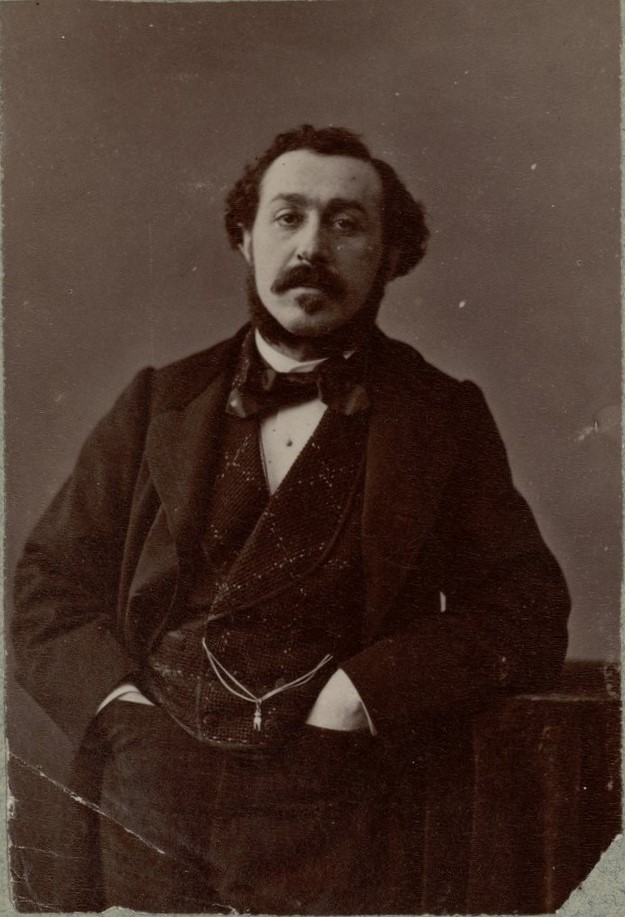
エクトル・クレミュー

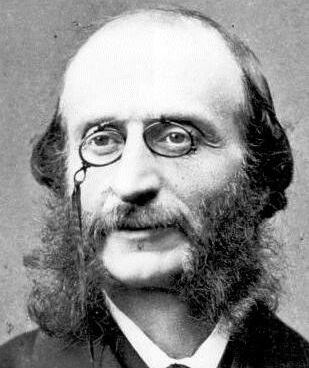
作曲者オッフェンバック（1860年、Fritz Luckhart撮影）

オッフェンバックのオペレッタの成功は台本作家と歌手に大きく依存している。この作品の風刺は主に神話上の人物を茶番劇風のばかげた状況の中で、裏返しに描くことである。
オッフェンバックが利用している風刺の本質的なメカニズムとは「ある一つの状況と正反対の状況を設定し、尊敬すべきものを真っ向から揶揄することで非神格化することである。すなわち現実の真の姿を暴き出すこと」である。
『エスプリの音楽』の著者高橋英郎は本作の台本について「同時代の独裁政治のからくりを白日の下にさらけ出したものである。可愛い美女をつけ狙うジュピテル、嫉妬に苛まれる彼の妻ジュノン、自分たちの支配者の例にならう取り巻きたち。-中略-ジュピテルは政権維持のためには手段を選ばない。オリュンポスの腐敗は無論ブルジョワジーの腐敗も意味する。ジュピテルが神々に黄泉の国へ連れて行ってあげようと言えば、神々は楽しませてもらえると期待して、ジュピテルへの恨みも忘れてジュピテルをほめ称える。しかし、ジュピテルは世論だけは恐れている。最後にジュピテルはオルフェにウリディスを諦めさせるが、これは権力者が常に罰せられることなく世論を操れることが観客に明らかとなるのである」と説明している。

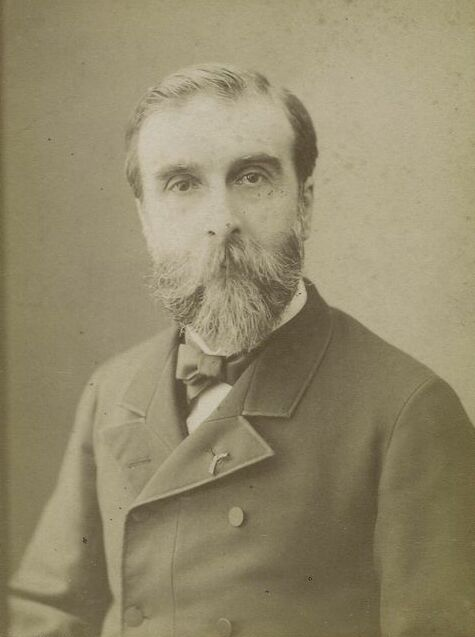
リュドヴィク・アレヴィ

『オッフェンバック―音楽における笑い』の著者ダヴィット・リッサンによれば「1幕2場で神々がジュピテルに反旗を翻す場面は当時の社会の特徴的な論拠と言えよう。確かに第二帝政はまだすべての人々にとって《消費社会》までには到達していなかった。しかし、既に快楽の刺激や欲望を満たすことの難しさが欲求不満を募らせていた。表現形式こそ様々であるが、この根底のテーマはオッフェンバックの全作品を貫いている。そこには享楽への渇望と欲求不満の暗示が隠されている。-中略-第二帝政下においては『ラ・マルセイエーズ』は既に国歌ではなかったことに注目されたい。『ラ・マルセイエーズ』を歌うことは反体制思想の表れと見なされるため、固く禁じられていたのだ」。さらに、幕切れの場面は「既成価値の逆転で成り立った演劇の結末である。地獄の恐ろしいざわめきが止むと、歓喜のざわめきに変わる。そして、音楽の愉快な要素は主題を強化する。台本は地獄に落ちた人々の幸福を暗示している。しかし、ここでは異教の地獄を指しているため、普段は厳しい皇帝の検閲もこの箇所に気づかなかったか、あるいは、気づいたとしても体制打倒の意図があるとは夢にも思わなかったのであろう」。
『ラルース世界音楽事典』では「よく言われてきたように、オッフェンバックは、音楽ジャンルの絶対的ランク付けの害を被って評価された音楽家の一人である。つまり、彼のオペレッタは台詞や情況の滑稽さだけを取り上げて、他愛の無い娯楽ものと見なされることが多いのである。『地獄のオルフェ』あるいは『美しきエレーヌ』の音楽はその創意と共に旋律の素晴らしさ、劇的センスにおいて、多くのオペラ・セリアと比肩し、時としてそれを凌ぐものである」と評価している。

## 登場人物
| 登場人物                        | 声域                     | 役柄 |
| ------------------------------- | ------------------------ | --- |
| ジュピテル（Jupiter）           | バリトン                 | 神々の王である雷神。 ナポレオン3世を暗示する。                                                                                    |
| プリュトン（Pluton）            | テノール                 | 冥界の神、農夫アリステに化けた。                                                                                                  |
| オルフェ（Orphée）              | テノール                 | 音楽家 |
| ウリディス（Eurydice）          | ソプラノ                 | オルフェの妻 |
| キュピドン（Cupidon）           | ソプラノ                 | 愛の神 |
| ディアヌ（Diane）               | ソプラノ                 | 狩の女神、純潔の女神 |
| ジョン・ステュクス（John Styx） | テノール                 | かつてはボイオーティアの王だったが、プリュトンの召使 七月王政以来スノッブの間で人気だった英国人の召使いを雇う風潮を揶揄している。 |
| ジュノン（Junon）               | メゾソプラノまたはアルト | ジュピテルの妻 |
| 世論（L'Opinion publique）      | メゾソプラノ             | 世論を代表する人物、ジュピテルが最も恐れる存在。                                                                                  |
| マルス（Mars）                  | バス                     | 軍神 |
| メルキュール（Mercure）         | テノール                 | 神々の使いである。 |
| ミネルヴ（Minerve）             | メゾソプラノ             | 知恵の神。 |
| モルフェ（Morphée'）            | テノール                 | 眠りの神 |
| ヴェニュス（Vénus）             | ソプラノ                 | 美の女神。 |
| バッキュス（Bacchus）           | 会話のみ。               | 酒神 |
| 愛                              | メゾソプラノ             | L'Amour |
| ラダマント（Rhadamante）        | バス                     | 冥界の審判者。 |
| セルベール（Cerbère）           | 唸り声                   | 地獄の番犬。 |
| ミノス（Minos）                 | バリトン/テノール        | クレタ島の王 |
| その他大勢の神々、女神達        |                          | |

## あらすじ
オリジナルの2幕版による。
- 時と場所：神話時代。ギリシア地方および天国と地獄

### 第1幕

#### 第1場
オルフェの屋敷があるテーベ郊外の田園

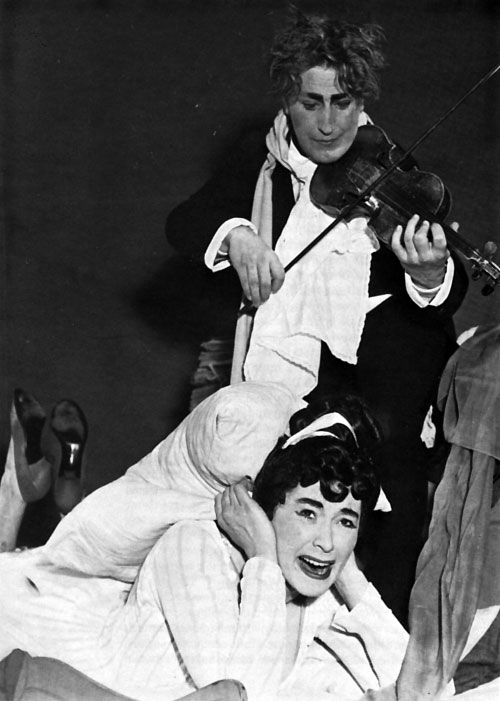
ウリディスを演じるゼーダーシュトレーム とヴィクストレーム

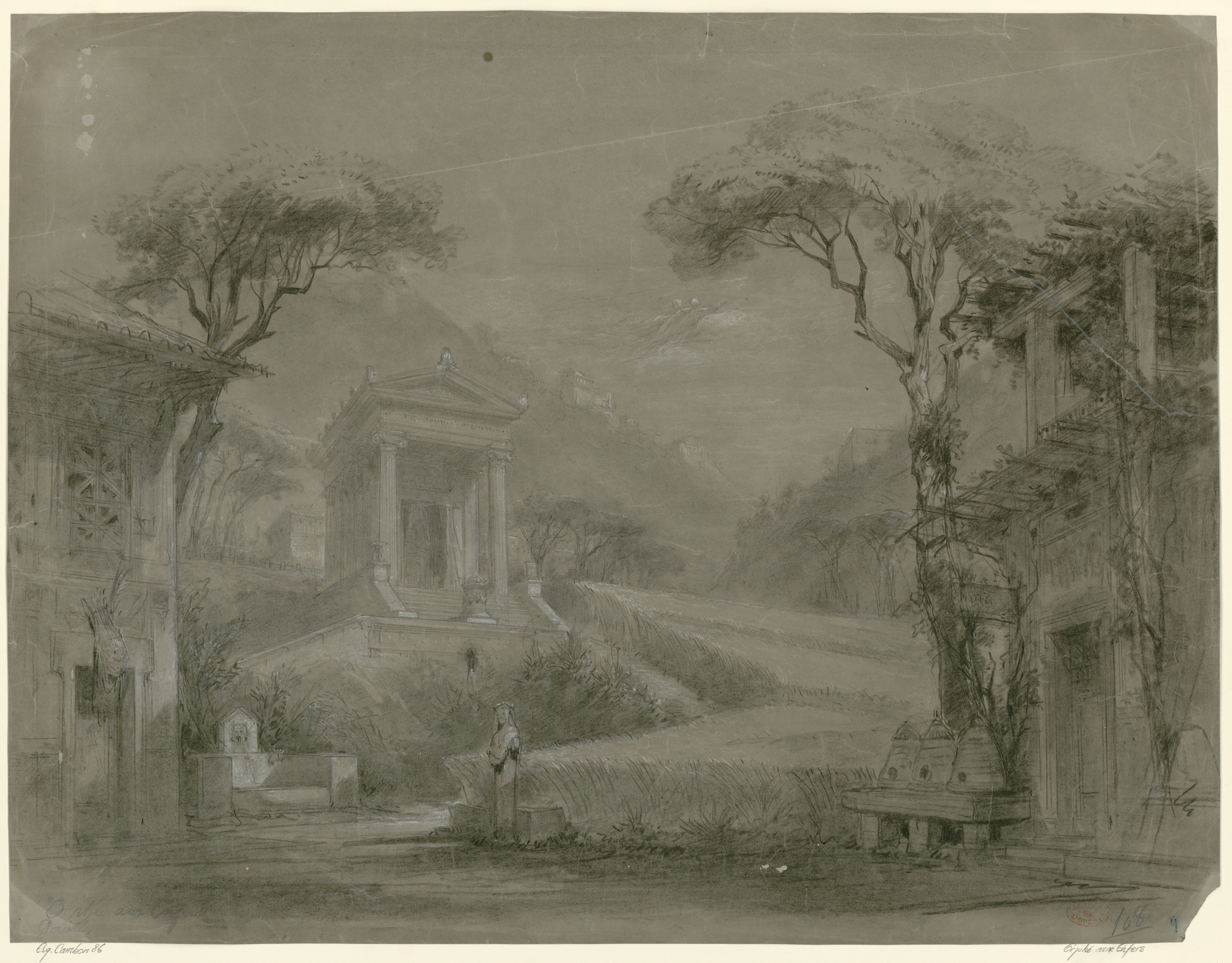
チャールズ・アントワーヌ・カンボンによる第1幕第1場のセットデザイン。

まず「世論」（ギリシャ悲劇のコロスに該当する）が現れ、序唱「私は誰でしょう?」（Qui je suis?）を歌い、一般人の美徳の守護者であることと、その正しさを説く。オルフェの妻ウリディスは羊飼アリステのために花を摘みながら「夢見る女は」（La femme dont le coeur rêve）を歌い、花輪を作り小屋へ投げ入れる。彼女は夫のオルフェにとうに愛想を尽かしており、今はアリステに恋しているのだった。そのアリステは実は冥界の神プリュトンで、ウリディスを誘拐するために変装しているのである。そこへオルフェが登場するが、手にしているのは神話の竪琴ではなく、ヴァイオリンである。この倦怠期を迎えた夫婦はお互いを我慢のならない状態になっている。彼は、妻を不倫相手の羊飼の娘クロエと間違えて愛のセレナードを歌う。お互いの浮気がばれてしまい、喧嘩の二重唱をはじめ別れてしまおうとする。さらに、オルフェは妻が自分の新作のヴァイオリン協奏曲を嫌っているのを知っていて、わざと嫌がらせにヴァイオリンを弾きながら「素晴らしくて、味わい深くて、人を惹きつける」と歌うが、ウリディスは同じリズムで「嘆かわしくて、恐ろしく、うんざりさせられる」と歌う。しかしオルフェは「世論」の制裁を恐れ、ウリディスとアリステがいつも逢瀬を重ねる麦畑に毒蛇を隠す。オルフェは向こうの畑に何か仕掛けてあるぞと意味ありげな忠告をして立ち去る。ウリディスはアリステに夫が何か罠がかけてあると言っていたと注意するが、アリステはウリディスとなら何があっても悔いはないと言って聞き入れない。すると、ウリディスはあっさりと毒蛇にかまれ倒れてしまう。アリステは大王の本性に戻り、ウリディスを地獄に連れ去ろうとする。ウリディスは死ぬ見込みが高まったと喜び「死が微笑んでいる」（La mort m'apparaît souriante）を歌い、夫に「私は家を出ます。何故なら死んだから」（Je quitte la maison parce que je suis morte）と書置きを残す。オルフェはこれを読んで「彼女は死んだ、本人が言うのだから間違いない!」（Elle est bien morte, puisqu'elle le dit elle-même!）と悲しむどころか羊飼の娘の所へ行けると喜ぶ。しかし、「世論」に世間体を考えて大神ジュピテルに頼んで妻を黄泉の国から取り戻せと命じられ、しぶしぶ天国へ向かうのだった。

#### 第2場
明け方の雲に包まれたオリュンポスの山

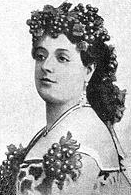
ウリディスを演じるリズ・トタン（1858年）

オリュンポスの山では一人眠りの神モルフェだけが起きていて他の神は寝ている。「眠ろう、眠ろう、我らの眠気が」（Dormons, dormons, que notre somme）と合唱されている。そこへヴェヌス、キュピドン、マルスが各々の夜の営みから戻ってくる。すると、ディアヌの角笛が響き一同は目を覚ます。ディアヌは「ディアヌが野に降りるとき」（Quand Diane descend dans la plaine）を歌う。ディアヌが毎朝地上で会う約束をしている羊飼いのアクテオンが現れなかったので浮かぬ顔をしていると、ジュピテルはディアヌがアクテオンと会っているのが民衆に見られ、悪い評判が立ったので、アクテオンを鹿の姿に変えたのだと説明する。ディアヌはいつも世間体を気にすると非難する。一方、ジュピテルの妻ジュノンはプリュトンが人間の人妻ウリディスを誘拐したと告発する。ジュピテルはメルキュールを呼び出し、この件の真相を解明するよう指示する。すると、ジュピテルに神らしく礼節のある振る舞いをしろと折檻されて不満が抑えきれなくなった神々は『ラ・マルセイエーズ』の節に乗って、「武器を取れ、神よ、半神よ!」（Aux armes, dieux et demi-dieux!）と歌い、ジュピテルが地上の女達と行った不品行の数々をあげつらってやり返し、ジュピテルの暴君ぶりを糾弾する。ジュピテルは神の国でも反乱をするのかと怒り出す。そこへ「世論」がオルフェを連れてやって来る。オルフェはいやいやながらグルックのアリアをもじり「妻を帰して欲しい」と歌う。ジュピテルはプリュトンにウリディスの返還を命じる。オリュンポスに退屈した神々一同はジュピテルの命令が実行されることを確認するために活気にあふれた地獄へ行きたいとジュピテルに訴える。ジュピテルがこれを了承すると、全員によるジュピテル賛歌（Gloire, gloire à Jupiter）が合唱される。最後は神々の歓喜の踊りと歌で幕が下りる。

### 第2幕

#### 第1場
地獄のプリュトンの寝室

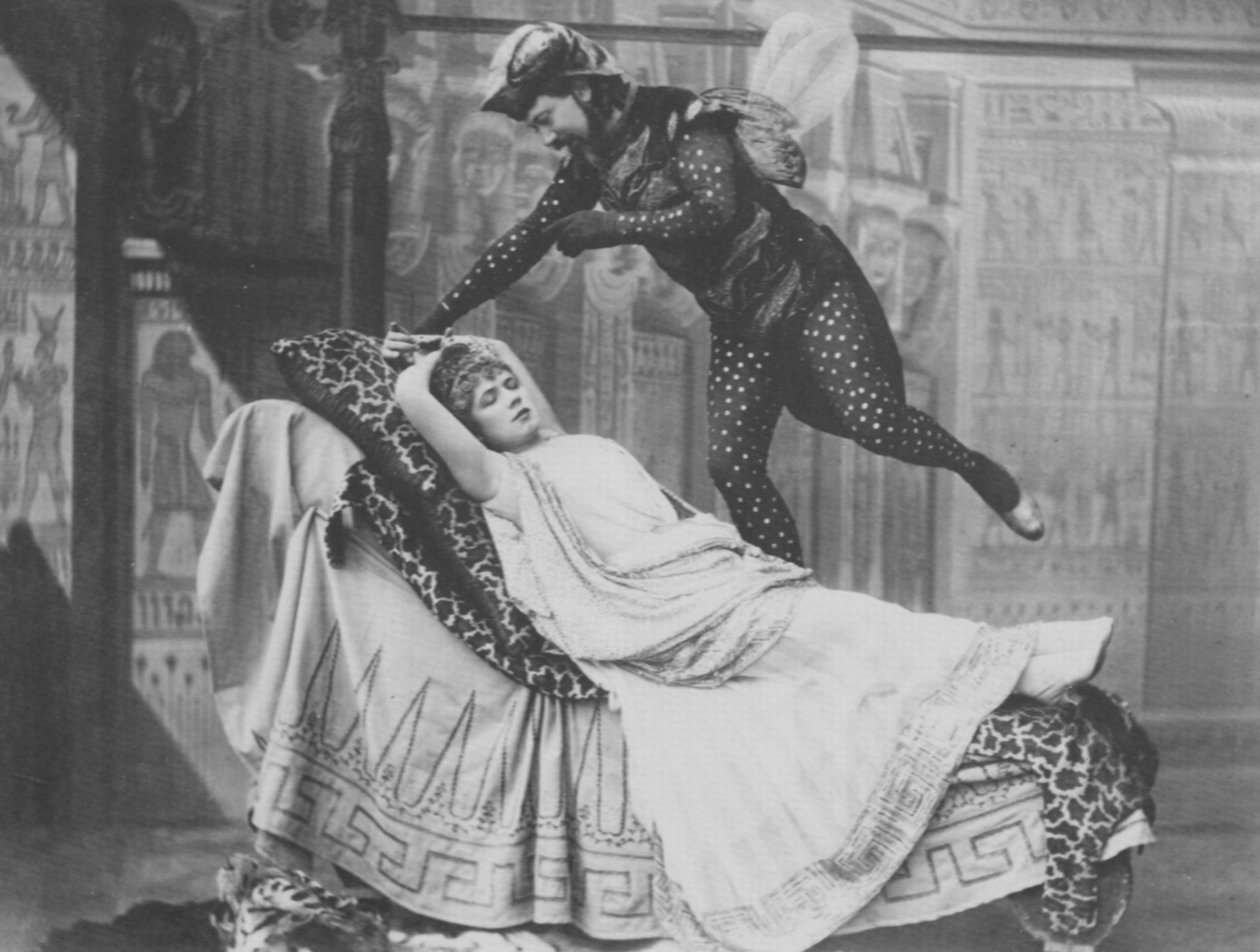
ジャンヌ・グラニエ（ウリディス）とヴォティエ（ジュピテル）

ウリディスはプリュトンの女部屋にかくまわれ、身を持て余している。話し相手はプリュトンの召使であるジョン・ステュクスしかいない。彼はかつてボイオーティアの王だったころからの悲しい人生を物語る「かつてボイオーティアの王だった時」（Quand j'étais roi de Béotie）。ステュクスはプリュトンにウリディスを部屋に鍵を掛けて閉じ込めておくように命令されていたので、ジュピテルとプリュトンが入って来る物音を聞いて、ウリディスを閉じ込めてしまう。ジュピテルはハエ（蝿）に化けて鍵穴から入り彼女に一目惚れする。とにかく暇だったウリディスが面白がってハエを追いかけるとジュピテルはわざと捕まる。ジュピテルは「ジー、ジー」とハエの音を出し誘惑し、愉快な二重唱（Duo de la Mouche）となる。頃合いをみて、ジュピテルは身分を明かし、これから行われるプリュトンのパーティーで混乱を起こし、それに乗じてオリュンポスへ一緒に行こうと誘う。ウリディスはすぐその気になり、バッカスの巫女の姿に変装して宴会に出席し、後で逃げることにする。

#### 第2場
地獄の大宴会場

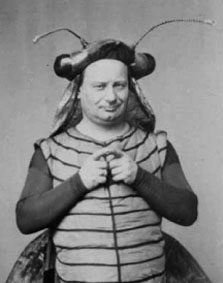
ジュピテルを演じるデジレ（1858年）

すべての神が大宴会に参加しており、飲めや歌えの大騒ぎとなっている、合唱「ワイン万歳!プリュトン万歳!」（Vive le vin! Vive Pluton!）。様子を見てジュピテルとバッカスの巫女姿のウリディスが逃げようとするが、プリュトンに見つかってしまい、そうは行きませんよと立ち塞がられる。オルフェが「世論」に連れて来られ、「妻を帰して欲しい」と言う。ジュピテルは約束だから返すが、オルフェに地上に戻るまでは決して後ろを振り向いてはならないとの条件を付ける。夫婦は地上に戻り始めるが、オルフェはなかなか振り向かない。業を煮やしたジュピテルは落雷を起こし、オルフェが驚いて後ろを見ると妻の姿はない。オルフェは喜んで地上の羊飼の娘の許へ戻ろうとする。ジュピテルはウリディスをバッカスの巫女にすると決める。「世論」以外は皆満足し、ハッピーエンドとなる。

## 序曲

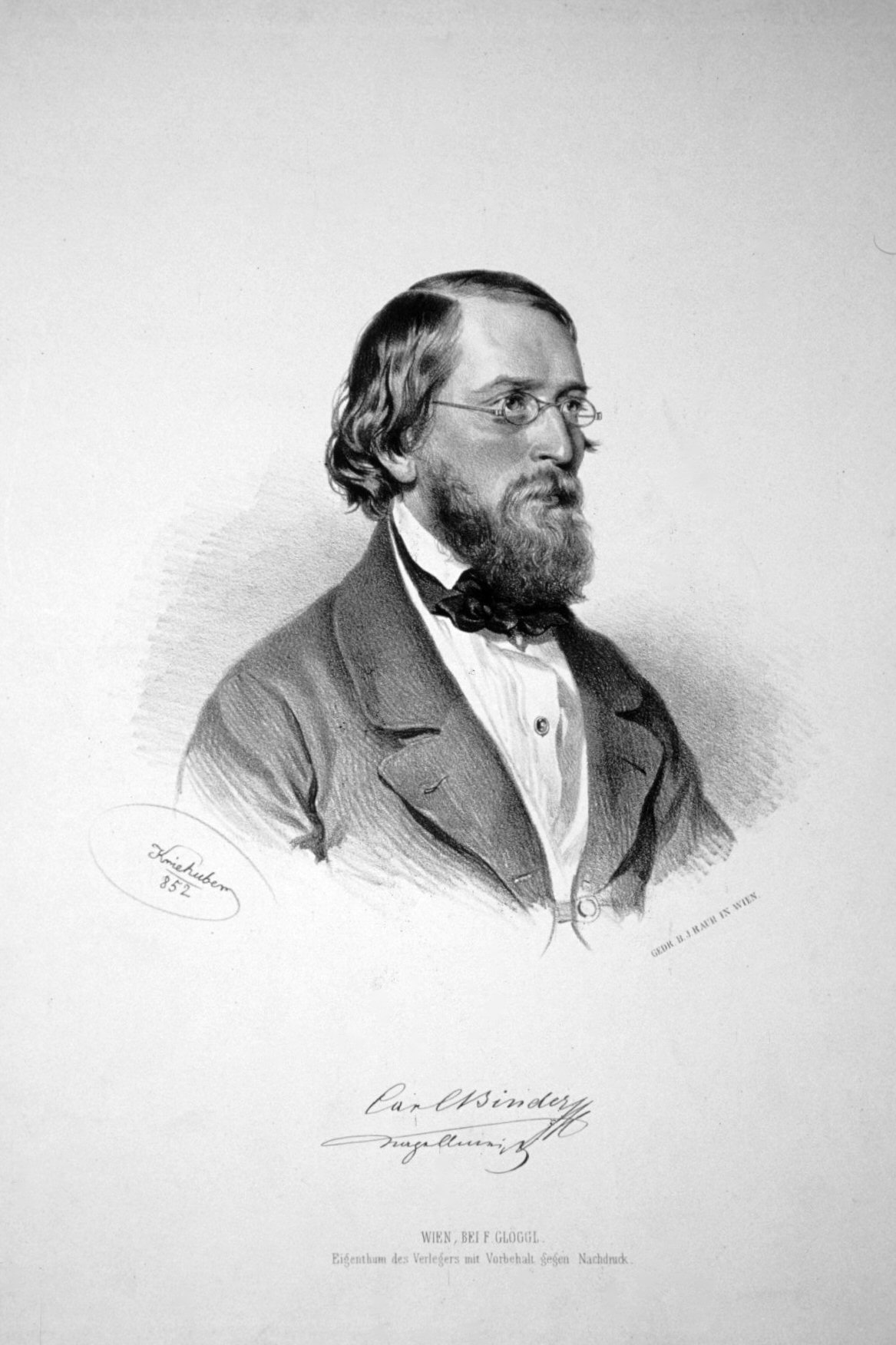
カール・ビンダー

オッフェンバックのオリジナル版には序曲はなかったが、1860年のウィーン初演（ドイツ語版）のために、カール・ビンダー が劇中の曲を編曲して作成した。3部構成。
特に第3部『カンカン（ギャロップ）』が有名である。本編では地獄でのダンスシーンおよびフィナーレのソプラノ独唱と合唱で歌われる。カミーユ・サン=サーンスの『動物の謝肉祭』の一曲「亀」は本作のパロディである。現在は、ドイツ語演奏でもこの序曲を含まないものなど、様々なバージョンが混在している。実際の上演にはオッフェンバックが1858年の初版に書いた比較的短いものか、1874年に4幕版に改訂した時に作曲した長大なものが演奏されることが多い。また、指揮者のマルク・ミンコフスキはこの有名な序曲を演奏しない理由を次のように説明している「冒頭でテーマが列挙されてしまうと、あとの楽しみが減ってしまうし、また、オッフェンバックが作曲したものではない」ということである。ミンコフスキーはオッフェンバックについても彼本来のオーセンティック志向を貫いており、オーケストラ編成などもドイツで上演されているものよりもずっと小さい。
第1部
始まり明るくどこかとぼけたような軽い雰囲気、
一旦収まったらクラリネットのカデンツァ独奏が入り、その後にオーボエが羊飼いのテーマを奏でる。
伴奏が入るとチェロ独奏がゆったりとメロディーを奏で、バイオリンなどの高音は鳥のさえずりのような伴奏をする。のちにそのメロディーはフルートとクラリネットに受け継がれ、第1部はハープの美しいソロ（無ければチェロで代用）で幕を閉じる。
第2部
嵐が起きたかのような序奏に続き、バイオリンの独奏で始まるワルツのようなメロディー。
tuttiに戻ったところで軽々としたメロディーを高音楽器が奏で、再びワルツ調のメロディーを今度は沢山の楽器で奏でる。
第3部
『カンカン』や『ギャロップ』と呼ばれる有名な部分。
最初は弦楽器と木管楽器のかけ合いからはじまり、木管楽器と弦楽器で音量を控えめに演奏したかと思いきや、金管が入り音量が増す。
終わりは高音楽器がハーモニーを奏でている中低音楽器などが勢いよく4分音符で奏で、tuttiで終わる。

### 余談
第3部はクラシック音楽の中でも非常に有名な曲の一つで、日本では運動会の徒競走で定番のBGMとなっている。
古くは無声映画時代の追いかけっこ場面の伴奏に、戦後もやカステラの文明堂、初代トヨタ・カローラ（1968年）などのCMにも使用され、「Can Can World（Makkeroni、SUPER EUROBEATVol.187に収録）」などのようにリミックスもされている。

## 脚注

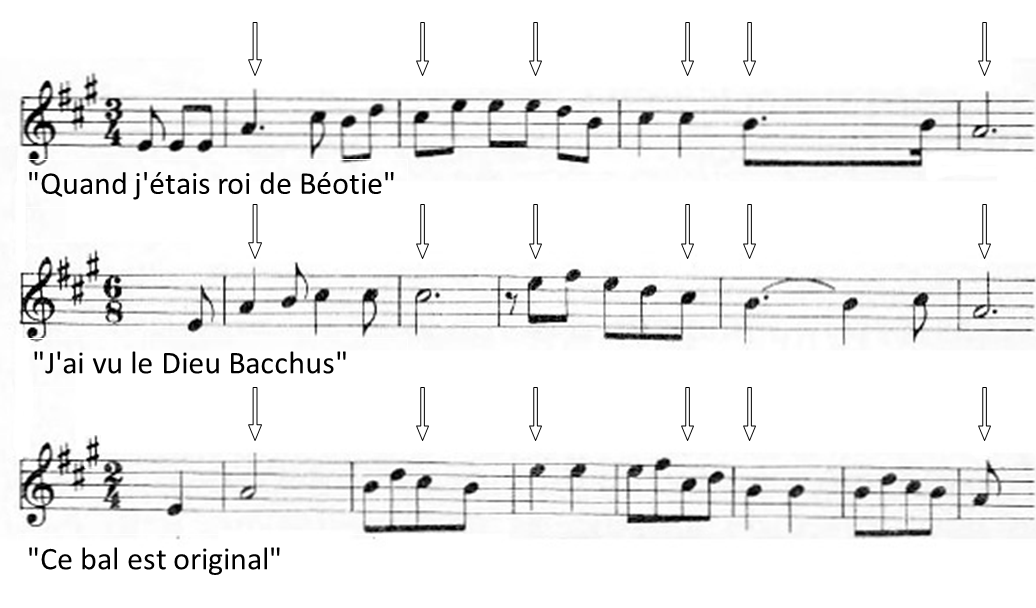
「Quand j'étais roi de Béotie」、「J'ai vu le Dieu Bacchus」 、「Galop infernal」の冒頭部分。主な共通音符が示されている。